# Miastko (gmina)
Pour les articles homonymes, voir Miastko (homonymie).
Miastko est une gmina mixte du powiat de Bytów, Poméranie, dans le nord de la Pologne. Son siège est la ville de Miastko, qui se situe environ 37 km à l'ouest de Bytów et 115 km à l'ouest de la capitale régionale Gdańsk.
La gmina couvre une superficie de 466,82 km2 pour une population de 19 765 habitants.

## Géographie
La gmina inclut les villages de Biała, Białuń, Bobięcino, Borzykowo, Byczyna, Chlebowo, Cicholas, Cieszanowo, Cisy, Czarnica, Dolsko, Domanice, Dretynek, Dretyń, Gatka, Głodowo, Gołębsko, Gomole, Grądzień, Jeżewsko, Kamnica, Kawcze, Kawczyn, Klewno, Kołacin, Kowalewice, Krzeszewo, Kwisno, Lipczyno, Lubkowo, Łaziska, Łąkoć, Łodzierz, Łosośniki, Malęcino, Męciny, Miłocice, Obrowo, Okunino, Olszewiec, Ostrowo, Pasieka, Piaszczyna, Ponikła, Popowice, Potok, Potok-Młyn, Pożyczki, Przemkowo, Przeradz, Przęsin, Role, Słosinko, Stachowo, Studnica, Szydlice, Świerzenko, Świerznik, Świerzno, Świeszynko, Świeszyno, Toczeń, Trzcinno, Trzebieszyno, Turowo, Tursko, Wałdowo, Węglewo, Węgorzynko, Wiatrołom, Wołcza Mała, Wołcza Wielka, Zadry, Zajączkowo, Znakowo, Żabno et Żarna.
La gmina borde les gminy de Biały Bór, Kępice, Koczała, Kołczygłowy, Lipnica, Polanów, Trzebielino et Tuchomie.